# Wapen van Tallinn

Het wapen van Tallinn.

Het wapen van Tallinn bestaat uit een geel schild met drie blauwe leeuwen met elk een gouden kroon op. Het schild is gedekt door een zilveren helm met een gesloten vizier en een gouden ketting om de nek. Een gouden kroon en een vrouw vormen het helmteken.
De drie leeuwen op het wapen zijn afkomstig van het wapen van Denemarken en worden al sinds de dertiende eeuw gebruikt als symbool voor Estland.